# GamersNET
Gamersnet is een website over computerspellen waarop nieuws, reviews, previews, podcasts, filmtrailers en andere informatie te vinden is. De site werd in 1999 opgericht door Joost Hofman.
Sinds 14 september 2022 is de website grotendeels uit de lucht en worden er geen nieuwsitems meer gepost.

## Structuur
Gamersnet heeft verschillende sites onder zijn hoede. Zo werd in 2004 de site CheatNOW.nl onderdeel van Gamersnet. CheatNOW is een site waar cheats voor pc-spellen en consoles te vinden zijn. In 2005 kwam daar de site ndsnet.nl bij, die opgericht werd als nieuwssite over de toen net verschenen Nintendo DS. De site verdween een aantal jaar later. In 2010 richtte Gamersnet de dochtersite MoviesNET op, die helemaal gericht is op filmnieuws, ook deze website verdween enkele jaren later.
Er werkt een team van redacteuren, teamleiders en grafische vormgevers op vrijwillige basis aan de site. Sinds augustus 2009 werd een eigen kantoor in gebruik genomen in Brummen, waar meerdere mensen fulltime werken aan de website. In november 2012 is Gamersnet verhuisd naar Bunnik. In maart 2014 werd de site van oprichter Joost Hofman overgenomen door Peter Bouwman. Onder Bouwman ging de site zich meer richten op sociale media en een eigen Youtubekanaal.